# 福春恒商号旧址
25°02′29″N 102°42′28″E / 25.04139°N 102.70778°E
福春恒商号旧址，也称腾越总兵府，位于中国云南省昆明市五华区护国街道景星街社区钱王街16号，建于1924年，原门牌为小银柜巷8号。
旧址宅院占地面积约为1363平方米。坐北朝南，由东西两部分组成。西面为两进院，由一个“三坊一照壁院落”和一个“四合院落”纵向串联组成“六合同春”式格局。该建筑为土木结构，硬山顶，举架高大，有较强的中西合璧特征。八字形式总门宽阔宏大，设有砖雕和人物造像（已毁）。院内各处装饰展现了精致华美的木雕、砖雕和石雕工艺，室内大量采用法式花砖和压花玻璃。院门柱保留各个时代涂刷的标语。
福春恒商号于清朝光绪二年（1876年）由腾越总兵蒋宗汉创建。总号设下关。分号设昆明、成都、香港及缅甸等地。主要经营丝绸、珠宝、药材、土特产品等，兼营钱庄、兑汇业务。1928年总号迁至本宅，1937年倒闭。该建筑是昆明近现代民居的优秀代表，见证了清末民初云南商号的兴衰。福春恒商号旧址于2002年公布为区级文物保护单位，2011年公布为市级文物保护单位，2012年公布为省级文物保护单位。
该院落现由一家精品酒店经营管理。